# Orłów Murowany
Orłów Murowany – wieś w Polsce położona w województwie lubelskim, w powiecie krasnostawskim, w gminie Izbica.
W latach 1954–1972 wieś należała i była siedzibą władz gromady Orłów Murowany. W latach 1975–1998 miejscowość administracyjnie należała do województwa zamojskiego.
Wieś stanowi sołectwo gminy Izbica. Według Narodowego Spisu Powszechnego (III 2011 r.) wieś liczyła 182 mieszkańców.
Wieś jest siedzibą rzymskokatolickiej parafii św. Kajetana.

## Historia
Po raz pierwszy wieś Orłów wzmiankowano w roku 1396. W 1419 r. wieś została nadana przez króla Władysława Jagiełłę Trojanowi Szyrokiemu z Grąbca i Kisielewa w ziemi płockiej, w nagrodę jego zasług w wojnie z Krzyżakami. W r. 1440 wieś stanowiła własność Piotra Trojana (Trojanowskiego) z Orłowa, wojskiego chełmskiego. W XVI stuleciu nadal do Trojanowskich: w 1537 do Andrzeja stolnika chełmskiego, w 1564 roku do Andrzeja i Hieronima Trojanów herbu Junosza, a w 1597 do Jana i Jakuba. W 1578 liczyła 11,5 łana (193, 2 ha) gruntów uprawnych. W następnych wiekach wieś często zmieniała swych właścicieli: w początkach XVII wieku należała do Andrzeja Średzińskiego, a do roku 1649 jej właścicielem był Oktawian Samborzecki. Później należała do Zamoyskich linii chełmskiej, w końcu XVII w. do Sarbiewskich, od 1725 Jordanów, zaś od 1793 do hrabiów Kickich. Ci ostatni w roku 1878 zapisali swe dobra Towarzystwu Osad Rolnych.
W świetle spisu ludnościowego z 1827 r. Orłów Murowany liczył 15 domów i 102 mieszkańców, natomiast Orłów Drewniany – 34 domy i 289 mieszkańców, w tym 22
Żydów.
Spis z r. 1921 wykazywał natomiast 71 domów z 421 mieszkańcami (w tym 11 Żydów) w Orłowie Drewnianym oraz 39 domów z 262 mieszkańcami (w tym 3
Ukraińców) w Orłowie Murowanym.
W kwietniu 1944 r. oddział BCh “Huragana” dokonał udanej zasadzki pod Orłowem na grupę żandarmerii niemieckiej i policjantów granatowych.

## Zabytki
- Zamek Trojanów z 2 połowy XV wieku (w ruinie)[12]. Obecnie zachowały się jedynie fragmenty murów bastionów, kazamat wały ziemne oraz fosa. Zamek był przebudowany przypuszczalnie w XVI i XVII wieku. Zamieszkiwany był jeszcze w XVIII wieku przez rodzinę Kowalkowskich, ale w XIX wieku został opuszczony i popadł w ruinę[13][14]. Część północna dawnego zamku (mieszcząca „przygródek” z bramą) o wymiarach około 40x50 m jest otoczona wałami o konstrukcji ziemno-kamiennej. W ścianie północnej w narożnikach znajdują się pozostałości bastionów ziemno-kamiennych o pierwotnym  prostokątnym narysie. Część południowa oddzielona od północnej fosą, ma zarys zbliżony do kwadratu o bokach około 40 m. W ścianie północnej widoczne są pozostałości muru z cegieł. Natomiast w stromej ścianie południowej zachowały się dwa narożne bastiony o narysie prostokątnym, w konstrukcji ceglano-kamiennej. Bastion pd.-zach. ma od strony zachodniej małe okienko wyprowadzone z małej wewnętrznej kazamaty[15].
- Pałac Kickich – w 1842 roku Kajetan Kicki rozpoczął budowę założenia pałacowego według projektu Henryka Marconiego. Pałac został przebudowany w 1882 r.[16] Od 1945 służy jako szkoła. Przy pałacu 2 oficyny i park pałacowy.
- Kościół neoromański z lat 1923-1929